# Category/My Love
「Category/My Love」（カテゴリー / マイラブ）は、日本の5人組ダンス&ボーカルグループ・ONE N' ONLYの楽曲。同グループ3作目のシングルとして2019年10月16日にSDRからリリースされた。

## 背景
2019年5月発売の前作「Dark Knight」がオリコン週間シングルランキング1位・Billboard JAPAN Hot 100で1位を獲得するヒットを記録。そうした中で2019年10月16日にリリースされたのが、ONE N' ONLYにとって初の両A面シングルとなる3rdシングル「Category / My Love」である。本作はタイトル曲「Category」と「My Love」の2曲を両A面とし、前年結成から1年でグループが確立してきたスタイルをさらに発展させ、新たな局面（ターニングポイント）を迎えた作品と位置付けられた。リリース発表は2019年7月30日に行われ、「Category」は既にライブで披露されていた攻撃的なダンスナンバー、「My Love」は夏にぴったりの心地よいポップサウンドの楽曲であると紹介された。シングル発売に合わせて、同年8月から10月にかけて全国各地の商業施設等で観覧フリーのリリースイベントツアーが開催され（8月11日のららぽーと立川立飛を皮切りに各地で実施）、9月27日には東京・原宿にグループ初のコラボカフェ「ONE N' ONLY CAFE」が期間限定オープンし、メンバー考案ドリンクや衣装展示・映像上映などの企画が行われた。さらにカラオケチェーン・ビッグエコーとのコラボレーション企画も展開され、本作の発売前後には精力的なプロモーション活動が展開された。なお、本作をもって結成時からのオリジナルメンバーであるKOHKIがグループ在籍最後のシングルとなった。KOHKIは学業専念のため2019年末をもってONE N' ONLYおよび所属事務所を卒業・退所し、グループは6人体制へ移行している。

## 構成
「Category」は強烈なサイレン音のイントロとラップパートで幕を開けるアップテンポなダンス・ナンバーであり、目に見える表面的な要素だけで人をカテゴライズし決めつけてしまう世の中への反発のメッセージを歌った楽曲である。激しいビートに乗せた攻撃的でパワフルなサウンドが特徴で、サビでは全員が激しくフォーメーションを入れ替えながら躍動する振付となっており、「型にはまるな（俺たちは型にはまらない）」という歌詞のテーマを体現している。歌詞中に《A, B, O, AB》と血液型を並べる一節が登場するなど、固定観念や偏見への怒りをストレートに表現した内容になっている。ボーカルとラップの掛け合いもダイナミックで、ONE N' ONLYの“攻め”の一面を象徴する楽曲となった。
「My Love」は「運命」をテーマにしたラブソングであり、先述の「Category」とは対照的にミディアムテンポのポップチューンとなっている。男女が惹かれ合い「時を止めて一緒にいたい」と願うようになる“運命の恋”を歌ったロマンティックな内容で、楽曲面でも打ち込み主体のダンスビートが際立つ「Category」とは真逆の柔らかなサウンドカラーを持つ。ボーカルメンバー3人（EIKU、TETTA、REI）のみで歌唱されるナンバーで、ラップパートは存在しない。そのためメロディを歌うボーカルの表現力が前面に出た楽曲であり、レコーディングでも繊細な感情表現を意識して歌われている。メンバーはこの曲について「ファンと僕たちとの関係性をイメージできる優しい曲」「歌詞がストレートに伝わるので聴き手にもスッと沁みるのでは」と語っている。
カップリング曲は発売形態ごとに異なり、Type-Aには「LA DI DA」を収録。タイトルの「ラ・ディ・ダ」には見栄を張る、気取る、といったスラング的意味があり、中近東風のエッセンスを取り入れたサウンドと妖艶なダンスが特徴のアッパーチューンとなっている。Type-Bには「HOLIDAY」を収録。四つ打ちビートのトライバルハウス風サウンドが心地よい楽曲で、歌詞は非日常の空想世界を舞台にした内容となっている。Type-Cには「Don't worry」が収録されており、失った大切な恋への想いを歌った切ないバラードナンバーである。愛を手放して初めて気付く後悔や「どこにいても君を想い続けている」という未練を綴った歌詞が特徴で、ボーカル主体のしっとりとした曲調になっている。

## リリース
「Category / My Love」は2019年10月16日にSDR（スターダストレコーズ）から発売された。形態はCDシングル3種（Type-A: ZXRC-1213、Type-B: ZXRC-1214、Type-C: ZXRC-1215）と、全収録曲5曲入りの配信限定盤「Special Edition」の合計4形態でリリースされた。CD盤はいずれも表題2曲（Category, My Love）に加え、各タイプごとに異なるカップリング1曲を収録している（Type-Aに「LA DI DA」、Type-Bに「HOLIDAY」、Type-Cに「Don't worry」）。配信限定のSpecial Edition盤にはCD3タイプの収録曲すべて（全5曲）が収録された。初回生産分にはイベント参加券やトレーディングカードなどが封入され、発売週には前述のフリーライブツアーでCD予約者を対象としたハイタッチ会などが実施された（各地イベント会場限定特典）。販売元はグループのプライベートレーベルであるSDRで、流通は日本コロムビアを通して行われた。本作の発売日はちょうどONE N' ONLYのデビュー1周年にあたる時期でもあり、グループにとって節目のリリースとなった。

## ミュージック・ビデオ
表題曲「Category」のミュージック・ビデオはシングル発売に先駆けて2019年8月23日にYouTubeで公開された。屋外ロケで撮影された映像で、メンバーそれぞれのソロシーンを中心に構成されており、サビでは7人全員が激しいダンスパフォーマンスを繰り広げる内容となっている。振付はメンバーのHAYATOが韓国出身グループApeaceのチョン・ヨンウクと共同で担当しており、サビの振り付けには歌詞「閉じ込めないで（Don’t hold me in a box）」のフレーズに合わせてメンバーが枠を破るような動きを取り入れるなど、曲のメッセージを反映したダンスとなっている。公開直後から国内外のファンに注目され、公開5日間で再生回数200万回を突破する勢いを見せた。特に夏の大型ライブイベント「EBiDAN THE LIVE 2019」で本曲を初めて観た層や海外からの視聴が多く、YouTube上のコメント欄にも外国語による称賛が多数寄せられたという。その後も視聴数は伸び続け、公開から約2か月で再生数250万回を超えるなどグループ史上最大のヒットMVとなった。
一方の「My Love」はシングル発売当時ミュージックビデオが制作されなかったが、後に楽曲が2020年配信の連続ドラマ『運命から始まる恋 -You are my Destiny-』（FOD / YOUKU共同制作）の主題歌に起用された際、リリックビデオが公開されている。この映像ではドラマの名場面や歌詞テロップとともにメンバーのスタジオ歌唱シーンが盛り込まれ、作品のテーマに寄り添った演出となっている。

## 収録曲
| #         | タイトル     | 作詞      | 作曲               | 編曲         | 時間  |
| --------- | ------------ | --------- | ------------------ | ------------ | ----- |
| 1.        | 「Category」 | JUNE      | JUNE               | JUNE         | 4:05  |
| 2.        | 「My Love」  | JUNE      | JUNE, Ryumei odagi | Ryumei odagi | 5:36  |
| 3.        | 「LA DI DA」 | JUNE      | JUNE               | JUNE         | 3:30  |
| 合計時間: | 合計時間:    | 合計時間: | 合計時間:          | 合計時間:    | 13:11 |

| #         | タイトル     | 作詞      | 作曲               | 編曲         | 時間  |
| --------- | ------------ | --------- | ------------------ | ------------ | ----- |
| 1.        | 「Category」 | JUNE      | JUNE               | JUNE         | 4:05  |
| 2.        | 「My Love」  | JUNE      | JUNE, Ryumei odagi | Ryumei odagi | 5:36  |
| 3.        | 「HOLIDAY」  | JUNE      | JUNE               | JUNE         | 4:52  |
| 合計時間: | 合計時間:    | 合計時間: | 合計時間:          | 合計時間:    | 14:33 |

| #         | タイトル     | 作詞                 | 作曲               | 編曲         | 時間  |
| --------- | ------------ | -------------------- | ------------------ | ------------ | ----- |
| 1.        | 「Category」 | JUNE                 | JUNE               | JUNE         | 4:05  |
| 2.        | 「My Love」  | JUNE                 | JUNE, Ryumei odagi | Ryumei odagi | 5:36  |
| 3.        | 「HOLIDAY」  | IMAIZUMI KEIKO, JUNE | Jang YiJeong       | Jang YiJeong | 3:29  |
| 合計時間: | 合計時間:    | 合計時間:            | 合計時間:          | 合計時間:    | 13:10 |

| ※配信     |                 |                      |                    |              |       |
| #         | タイトル        | 作詞                 | 作曲               | 編曲         | 時間  |
| 1.        | 「Category」    | JUNE                 | JUNE               | JUNE         | 4:05  |
| 2.        | 「My Love」     | JUNE                 | JUNE, Ryumei odagi | Ryumei odagi | 5:36  |
| 3.        | 「LA DI DA」    | JUNE                 | JUNE               | JUNE         | 3:30  |
| 4.        | 「HOLIDAY」     | JUNE                 | JUNE               | JUNE         | 4:52  |
| 5.        | 「Don't worry」 | IMAIZUMI KEIKO, JUNE | Jang YiJeong       | Jang YiJeong | 3:29  |
| 合計時間: | 合計時間:       | 合計時間:            | 合計時間:          | 合計時間:    | 21:32 |

## 批評とチャート成績
本作「Category / My Love」は、グループの新機軸を示す両A面シングルとして音楽メディアから概ね好意的な評価を受けた。音楽ナタリーは特集インタビューの中で、本作がONE N' ONLYにとって「既存の枠にとらわれない7人のNew Wave」を打ち出すターニングポイントであると紹介し、対照的な2曲が互いの魅力を際立て合う構成に注目した。エキサイトニュースも「型にはまらない攻めのナンバー」という見出しで本作を取り上げ、型破りなメッセージ性とパフォーマンスに言及している。中でも「Category」の歌詞が持つ社会への叫びは若い世代にも共感できるものだと評されており、「目に映るものだけで決めつけるな」というストレートな反骨精神がグループの強みとして評価された。また「My Love」についても、メンバー自身が「素直な気持ちを表現した等身大のラブソング」と語っており、ファンからはその優しい歌詞世界に寄り添うような温かい反応が寄せられた。
商業的にも本作は成功を収めており、オリコンチャートにおいて初動で好セールスを記録した。発売初日のオリコンデイリーシングルランキングで1位を獲得し、2019年10月28日付のオリコン週間ランキングでも初登場1位となった。初週売上枚数は約6万枚（59,868枚）に達し、前作に続いて2作連続の週間1位を達成している。この「2作連続オリコン1位」は、所属するEBiDANグループ全体でも史上初の快挙であった。またBillboard JAPANのチャートでは、総合ソングスチャート「Hot 100」で週間5位を記録し、シングルセールス部門「Top Singles Sales」では週間首位に輝いた。こうしたチャート成績はグループの人気の高まりを裏付けるものであり、メンバーは「応援してくれるSWAG（ファンの呼称）のおかげ」と感謝のコメントを述べている。さらに、本作収録の「My Love」は後述のとおり翌年ドラマ主題歌に起用され、グループの代表的なバラード曲として広く認知されるようになった。

## タイアップ
- 「Category」：日本テレビ系『バズリズム02』 10月オープニングテーマ
- 「My Love」：『運命から始まる恋 -You are my Destiny-』主題歌